# Judith Blunt-Lytton
Judith Blunt-Lytton, född 6 februari 1873, död 8 augusti 1957 var den 16:e baronessan av Wentworth, även kallad Lady Wentworth. Hon var mest känd för sin hästuppfödning av bland annat arabiska fullblod, men spelade även tennis och författade.
Judith Blunt-Lytton föddes nära Crawley i England. Hennes far var poeten och den politiskt engagerade Wilfrid Scawen Blunt och ägare till stuteriet Crabbet Arabian Stud där de födde upp arabiska fullblod och senare även ponnyer av rasen Welara. Judiths mor var baronessan Anne, även kallad Lady Anne. Då familjen tillbringade mesta delen av året i Egypten och Mellanöstern för att köpa och sälja arabiska hästar lärde de sig flytande arabiska och turkiska. 
1899 gifte sig Judith Blunt i Kairo med sonen till en engelsk earl, Neville Stephen Lytton. De flyttade in i ett av bostadshusen på stuteriet och paret fick tre barn. Äktenskapet höll inte och Blunt skilde sig från sin man år 1923. Neville Lytton gifte snart om sig men Judith Lytton förblev ogift och ägnade sig istället åt att hålla igång gården och hästuppfödningen. 1904 ärvde hon gården efter sin far och bytte efternamn till Blunt-Lytton. Eftersom Blunt-Lyttons mor, Lady Anne, bodde i Egypten och samtidigt skötte gården och uppfödningen utanför Kairo uppstod många tvister mellan Blunt-Lytton och hennes bror om vem som egentligen skulle ärva gården. De fick till slut halva var och brodern sålde av många hästar innan Blunt-Lytton fick kontakt med sin mor igen och gården gick helt och hållet till Blunt-Lyttons två döttrar. Blunt-Lytton köpte tillbaka många av de hästar som brodern sålt. 1917 blev Blunt-Lytton adlad och ärvde titeln baronessa efter sin mor, Lady Anne. 
Efter skilsmässan splittrades Blunt-Lytton och hennes barn och hon skulle inte se dem förrän efter 30 år på sin dödsbädd. Deras enda son Noel Lyttonm blev earl över sin farfars ägor. Eftersom det inte fanns något intresse från barnens sida gentemot gården fick Blunt-Lytton sköta hela uppfödningen själv med hjälp av de få stallarbetare hon hade råd att anställa. Hon testamenterade gården till sin stallchef och tennispartner, Geoffrey Covey, men då han dog några dagar innan Blunt-Lytton gick gården till dennes son, Cecil Covey. Det stora boningshuset finns kvar än idag men byggandet av motorvägen M23 tvingade Covey att sälja gården och hästarna.

## Skowronek och Welaraponnyer
Judith Blunt-Lytton var mest känd för sina arabiska fullblod som hon födde upp på gården i England och i Egypten. I hennes ägo fanns en hingst vid namn Skowronek som importerats till England från Polen 1913. Han var en av de största hingstarna inom arabisk hästuppfödning någonsin och gav alltid föl av hög kvalitet, klass och med utmärkande vackra drag. Lady Wentworth blev så fäst vid hingsten att hon tackade nej ett erbjudande på 250 000 pund (motsvarande ca 10 miljoner svenska kronor i dagens värde) trots att hon hade finansiella problem. 
Förutom Skowronek blev Judith även känd som grundaren till ponnyrasen Welara. Hon avlade Skowronek med högklassade ston av rasen Welshponny och fick en ponny med arabiska ädla drag och welshponnyns lugn och vänlighet.